# Орвініо
Орвініо (італ. Orvinio) — муніципалітет в Італії, у регіоні Лаціо,  провінція Рієті.
Орвініо розташоване на відстані близько 50 км на північний схід від Рима, 31 км на південь від Рієті.
Населення — 428 осіб (2014).
Щорічний фестиваль відбувається останньої неділі серпня. Покровитель — святий Миколай.

## Демографія
Населення за роками:

Станом на 1 січня 2023 року в муніципалітеті офіційно проживали 44 іноземці з 13 країн, серед них 24 громадяни країн Євросоюзу та 1 громадянин України.

## Сусідні муніципалітети
- Перчиле
- Поццалья-Сабіна
- Скандрилья
- Валлінфреда
- Віваро-Романо